# 莫舒舒一世国际机场
莫舒舒一世國際機場 IATA代码：；ICAO代码：是一座位於萊索托馬塞魯的機場。

## 航空公司及航點
- 南非航空
  - 南非航空連結（約翰內斯堡）

## 外部連結
- 萊索托民航部